# Specie di Combretum
Elenco delle specie di Combretum:

## A
- Combretum aculeatum Vent.
- Combretum acuminatum Roxb.
- Combretum acutifolium Exell
- Combretum acutum M.A.Lawson

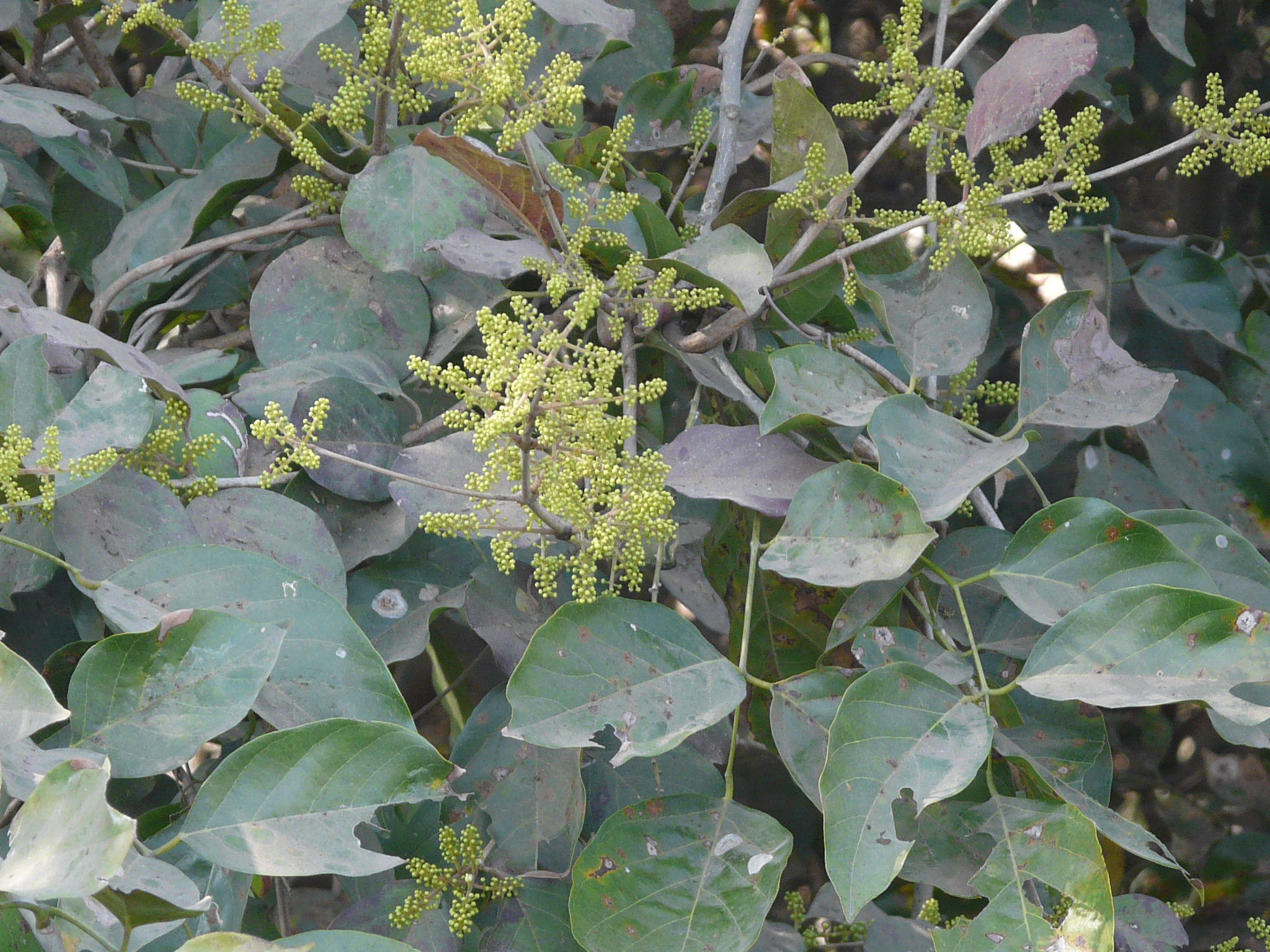
Combretum albidum.

- Combretum adenogonium Steud. ex A.Rich.
- Combretum adrianii Jongkind
- Combretum afzelii G.Don
- Combretum alatum Craib
- Combretum albiflorum (Tul.) Jongkind
- Combretum albopunctatum Suess.
- Combretum alfredii Hance
- Combretum andongense Engl. & Diels
- Combretum andradae Exell & J.G.García
- Combretum angolense Welw. ex M.A.Lawson
- Combretum angustipetalum Chiov.
- Combretum annulatum Craib
- Combretum apetalum Wall. ex Kurz
- Combretum aphanopetalum Engl. & Diels
- Combretum apiculatum Sond.
- Combretum argenteum Bertol.
- Combretum argyrotrichum Welw. ex M.A.Lawson
- Combretum assimile Eichler
- Combretum atropurpureum Engl. & Diels
- Combretum aureonitens Engl. & Gilg
- Combretum auriculatum Engl. & Diels

## B
- Combretum barbatum G.Don
- Combretum batesii Exell

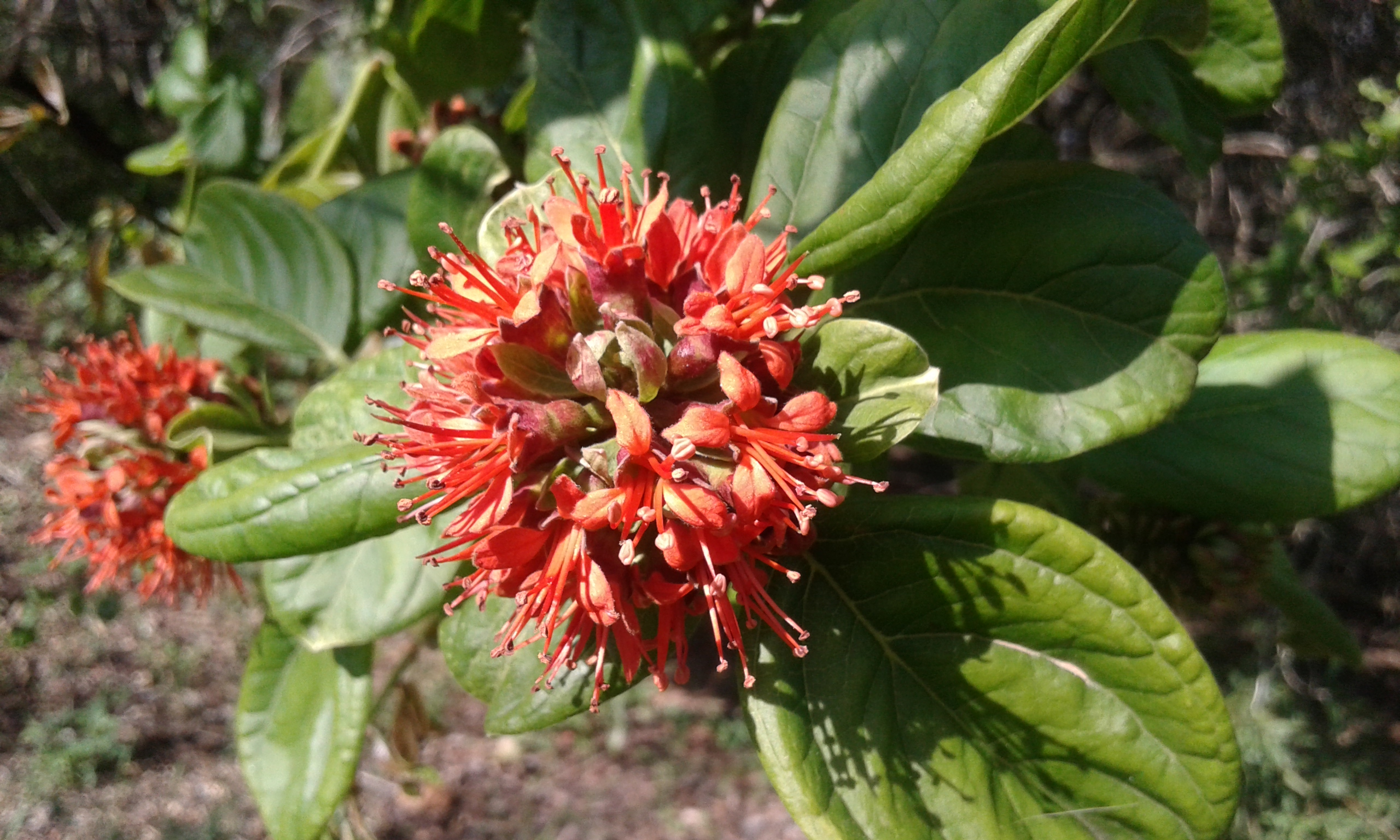
Combretum bracteosum.

- Combretum bauchiense Hutch. & Dalziel
- Combretum baumii Engl. & Gilg
- Combretum bipindense Engl. & Diels
- Combretum blepharopetala Wickens
- Combretum boinensis Jongkind
- Combretum bracteatum (C.Lawson) Engl. & Diels
- Combretum bracteosum (Hochst.) Engl. & Diels
- Combretum brassiciforme Exell
- Combretum brevistylum Eichler
- Combretum brunneum Engl. & Diels
- Combretum butyrosum (G.Bertol.) Tul.

## C

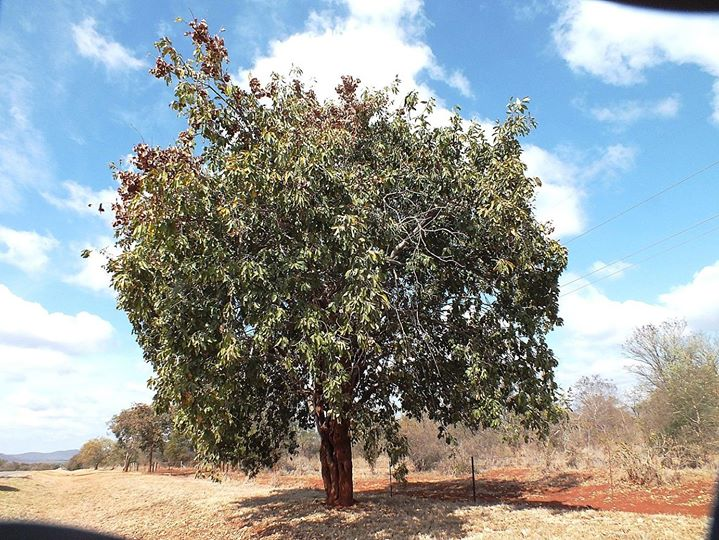
Combretum collinum.

- Combretum cacoucia Exell ex Sandwith
- Combretum caffrum (Eckl. & Zeyh.) Kuntze
- Combretum camporum Engl.
- Combretum capitatum De Wild. & Exell
- Combretum capituliflorum Fenzl ex Schweinf.
- Combretum capuronii Jongkind
- Combretum carringtonianum Exell & J.G.García
- Combretum caudatisepalum Exell & J.G.García
- Combretum celastroides Welw. ex Laws.
- Combretum chinense G.Don
- Combretum chionanthoides Engl. & Diels
- Combretum cinereopetalum Engl. & Diels
- Combretum cinnabarinum  Engl. & Diels
- Combretum clarense Jongkind
- Combretum coccineum (Sonn.) Lam.
- Combretum collinum Fresen.
- Combretum comosum G.Don
- Combretum conchipetalum Engl. & Diels
- Combretum confertum (Benth.) M.A.Lawson
- Combretum × confusum Merr. & Rolfe
- Combretum congolanum Liben
- Combretum constrictum (Benth.) M.A.Lawson
- Combretum contractum Engl. & Diels
- Combretum coriifolium Engl. & Diels
- Combretum coursianum (H.Perrier) Jongkind
- Combretum cuspidatum Planch. ex Benth.

## D
- Combretum decandrum Jacq.
- Combretum decaryi Jongkind
- Combretum deciduum Collett & Hemsl.
- Combretum demeusei De Wild.
- Combretum discolor Taub.
- Combretum dolichopodum Gilg
- Combretum duarteanum Cambess.

## E
- Combretum echirense Jongkind
- Combretum edwardsii Exell
- Combretum elaeagnoides Klotzsch

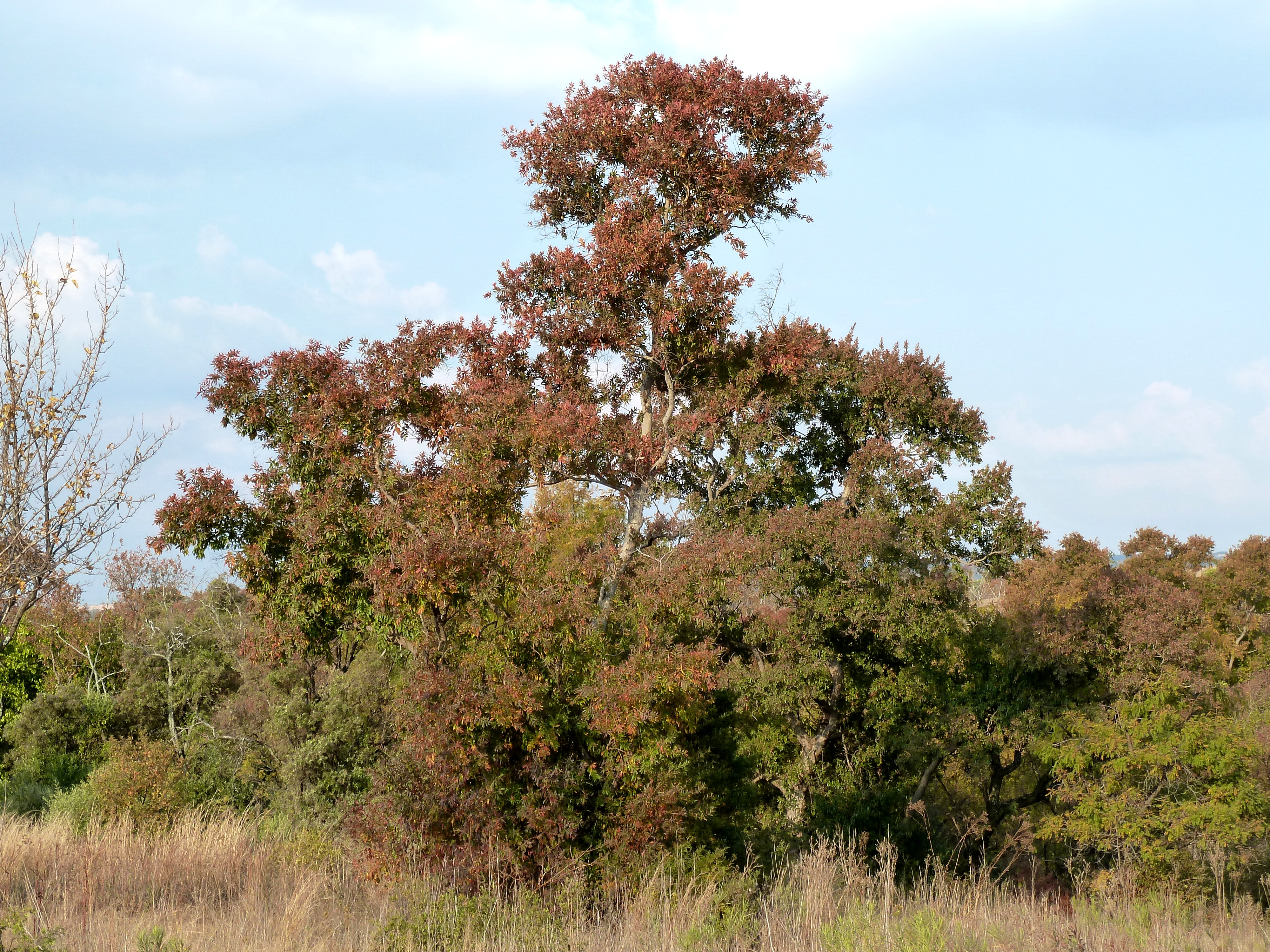
Combretum erythrophyllum.

- Combretum engleri Schinz, De Wild. & T.Durand
- Combretum eriogynum (H.Perrier) Jongkind
- Combretum erosum Jongkind
- Combretum erythrophloeum Gilg & Ledermann ex Engl.
- Combretum erythrophyllum (Burch.) Sond.
- Combretum esteriense Jongkind
- Combretum evisceratum (H.Perrier) Jongkind
- Combretum exalatum Engl.
- Combretum exannulatum (O.Hoffm.) Engl. & Diels
- Combretum excelsum Keay
- Combretum exellii Jongkind

## F

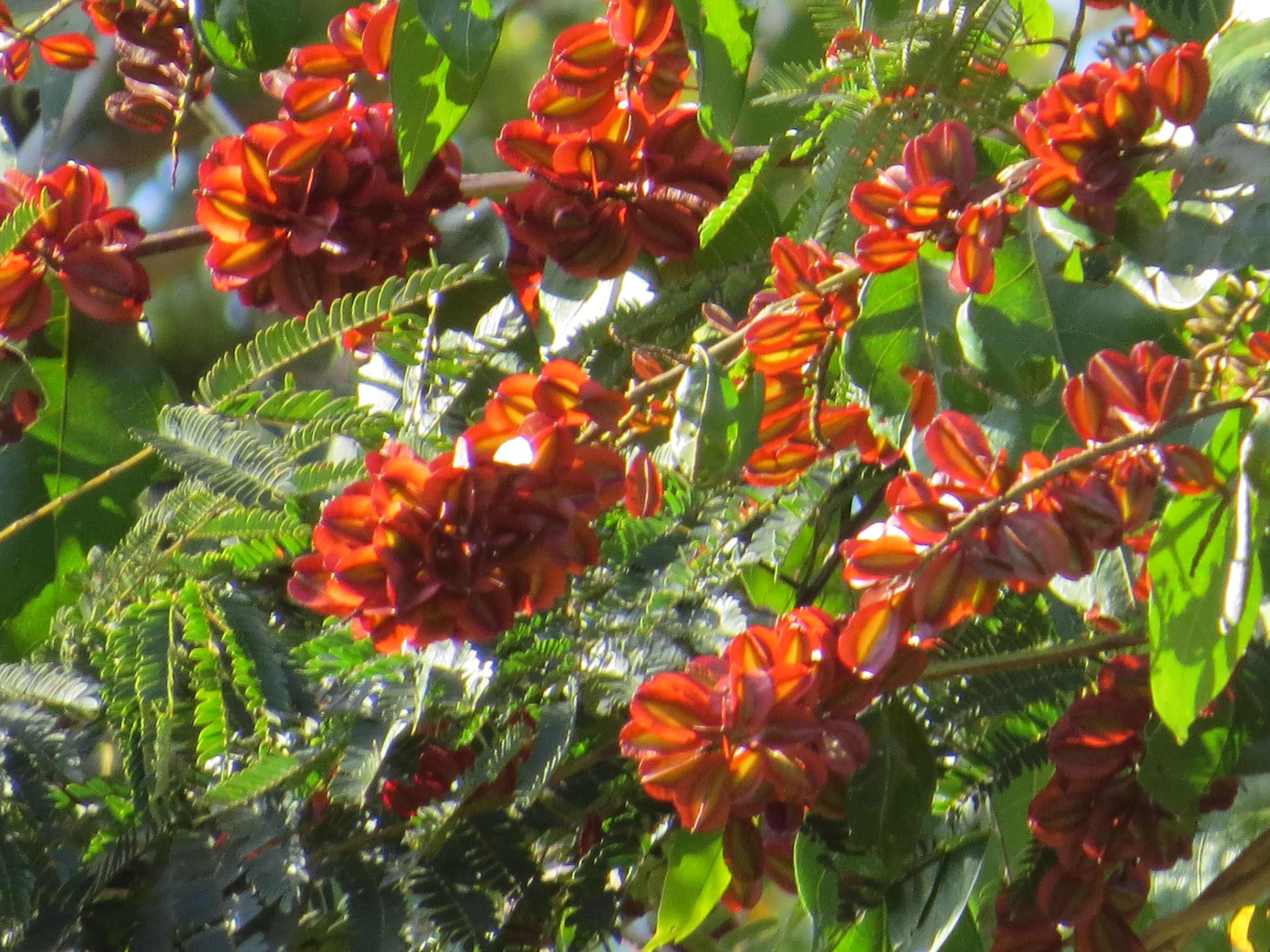
Combretum fruticosum.

- Combretum falcatum (Welw. ex Hiern) Jongkind
- Combretum farinosum Kunth
- Combretum flammeum Welw. ex Hiern
- Combretum foliatum Craib
- Combretum frangulifolium Kunth
- Combretum fruticosum (Loefl.) Stuntz
- Combretum fulvum Keay
- Combretum fuscum Planch. ex Benth.

## G
- Combretum gabonense Exell
- Combretum germainii Liben
- Combretum ghesquierei Liben
- Combretum gillettianum Liben
- Combretum glabrum DC.
- Combretum glaucocarpum Mart.
- Combretum glutinosum Perr. ex DC.
- Combretum goetzei Engl. & Diels
- Combretum goldieanum F.Muell.

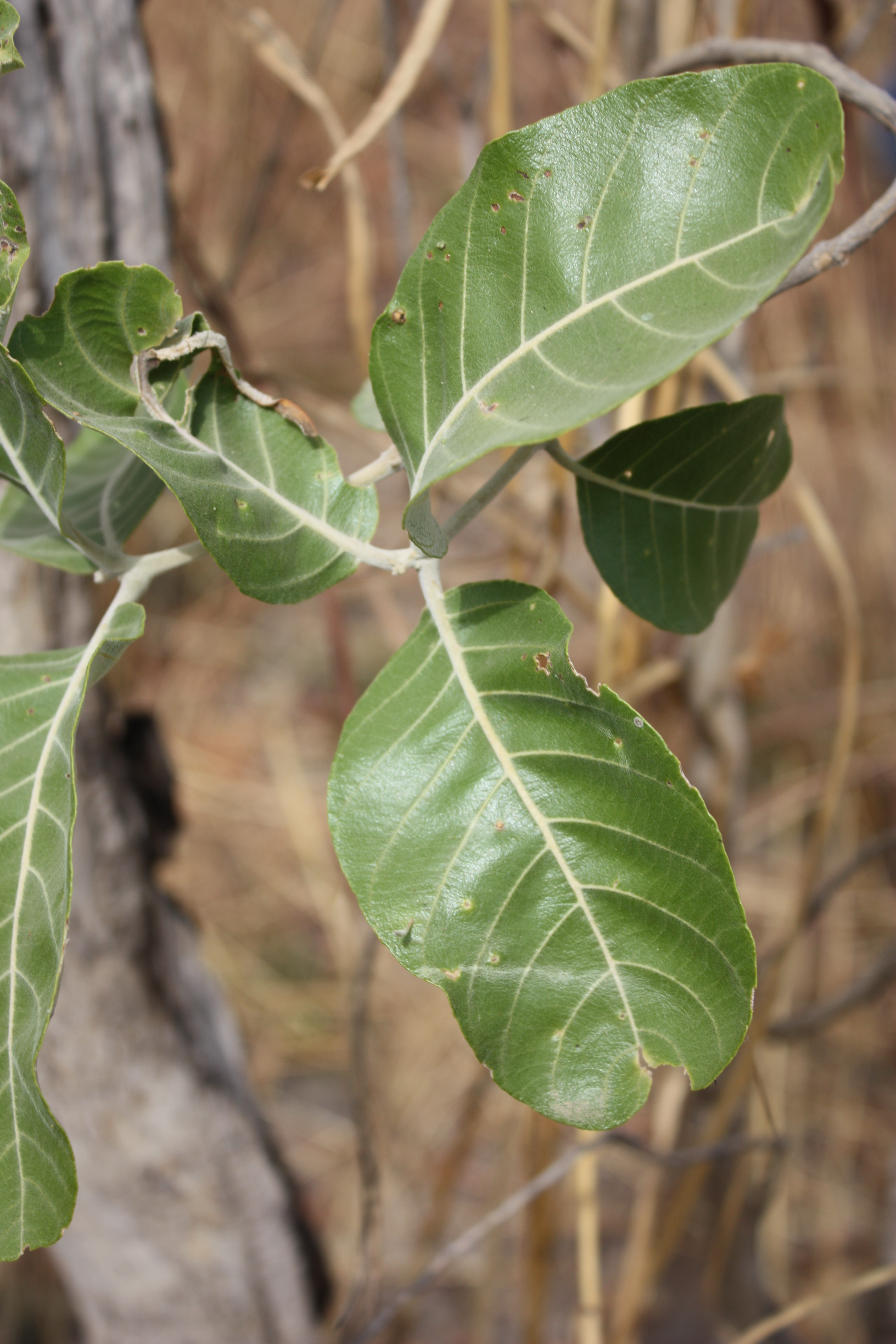
Combretum glutinosum.

- Combretum goossensii De Wild. & Exell
- Combretum gordonii Jongkind
- Combretum gossweileri Exell
- Combretum gracile Schott
- Combretum graciliflorum Stace
- Combretum grandidieri Drake
- Combretum grandiflorum G.Don
- Combretum griffithii Van Heurck & Müll.Arg.

## H
- Combretum harmsianum Diels
- Combretum harrisii Wickens
- Combretum hartmannianum Schweinf.

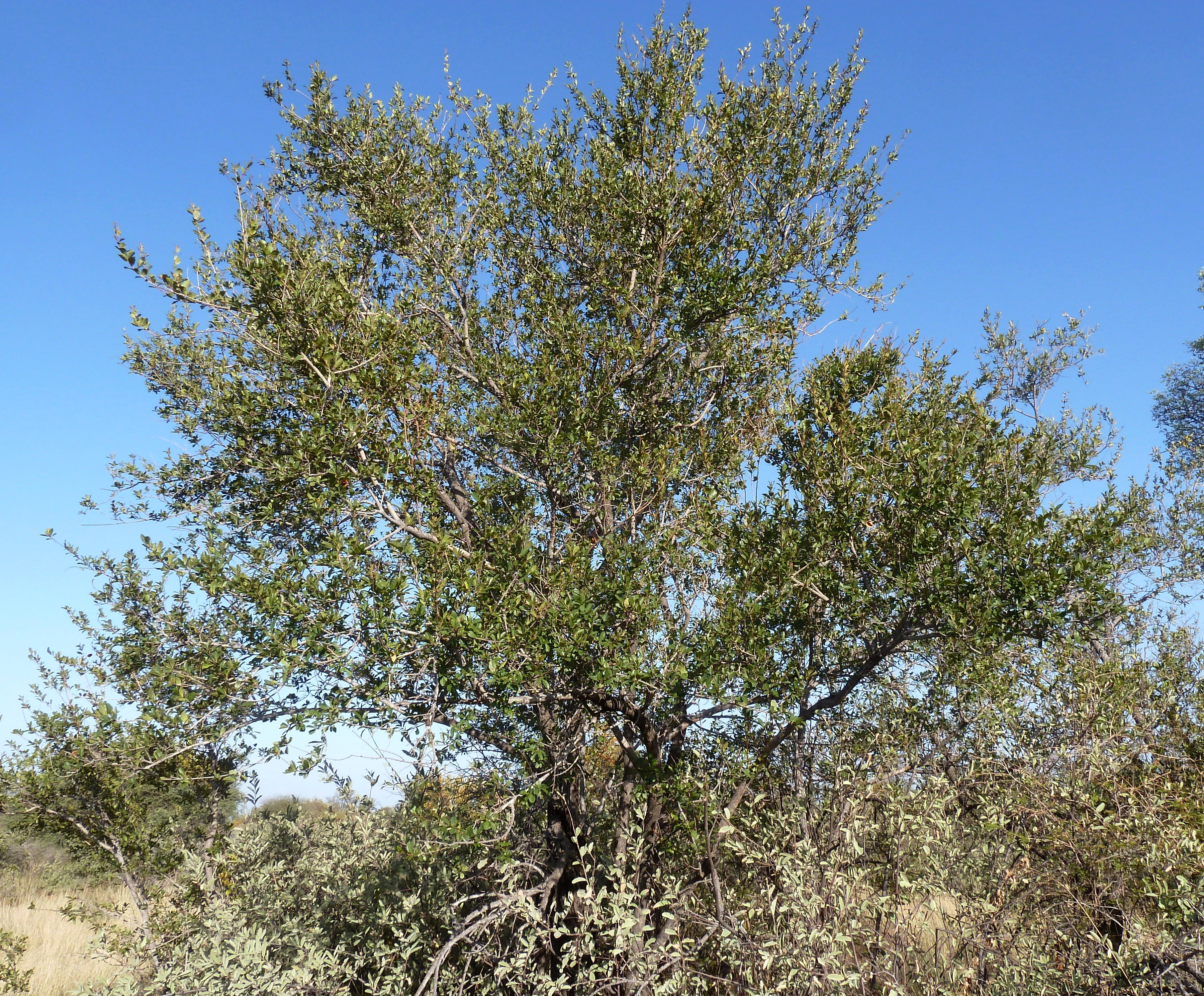
Combretum hereroense.

- Combretum haullevilleanum De Wild.
- Combretum hensii Engl. & Diels
- Combretum hereroense Schinz
- Combretum hilarianum D.Dietr.
- Combretum hispidum M.A.Lawson
- Combretum holstii Engl.
- Combretum homalioides Hutch. & Dalziel

## I

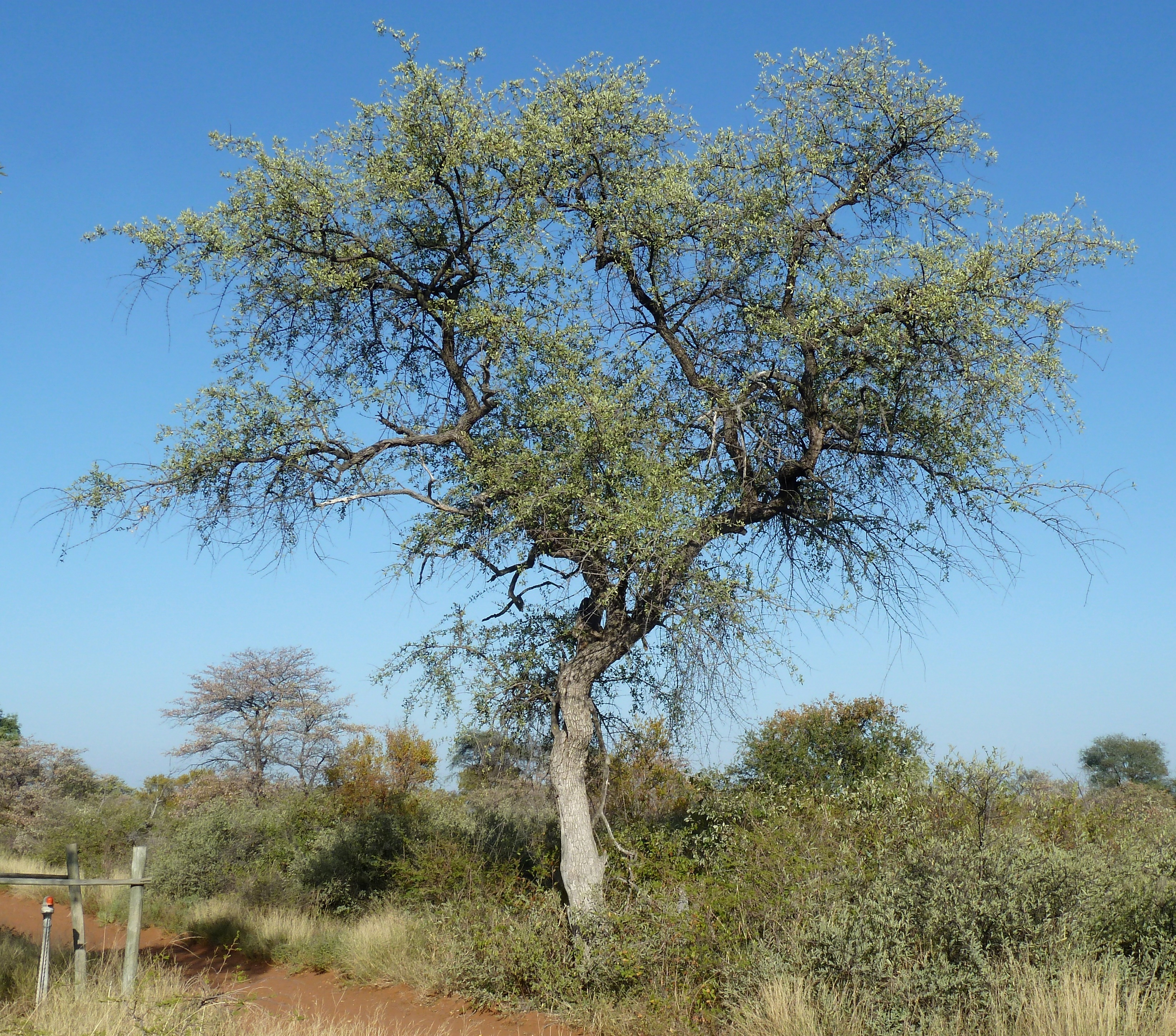
Combretum imberbe.

- Combretum igneiflorum Rendón & R.Delgad.
- Combretum illairii Engl.
- Combretum imberbe Wawra
- Combretum indicum (L.) DeFilipps
- Combretum inflatum Jongkind
- Combretum ivanii Jongkind

## K
- Combretum kasaiense Liben
- Combretum kirkii M.A.Lawson
- Combretum klossii Ridl.

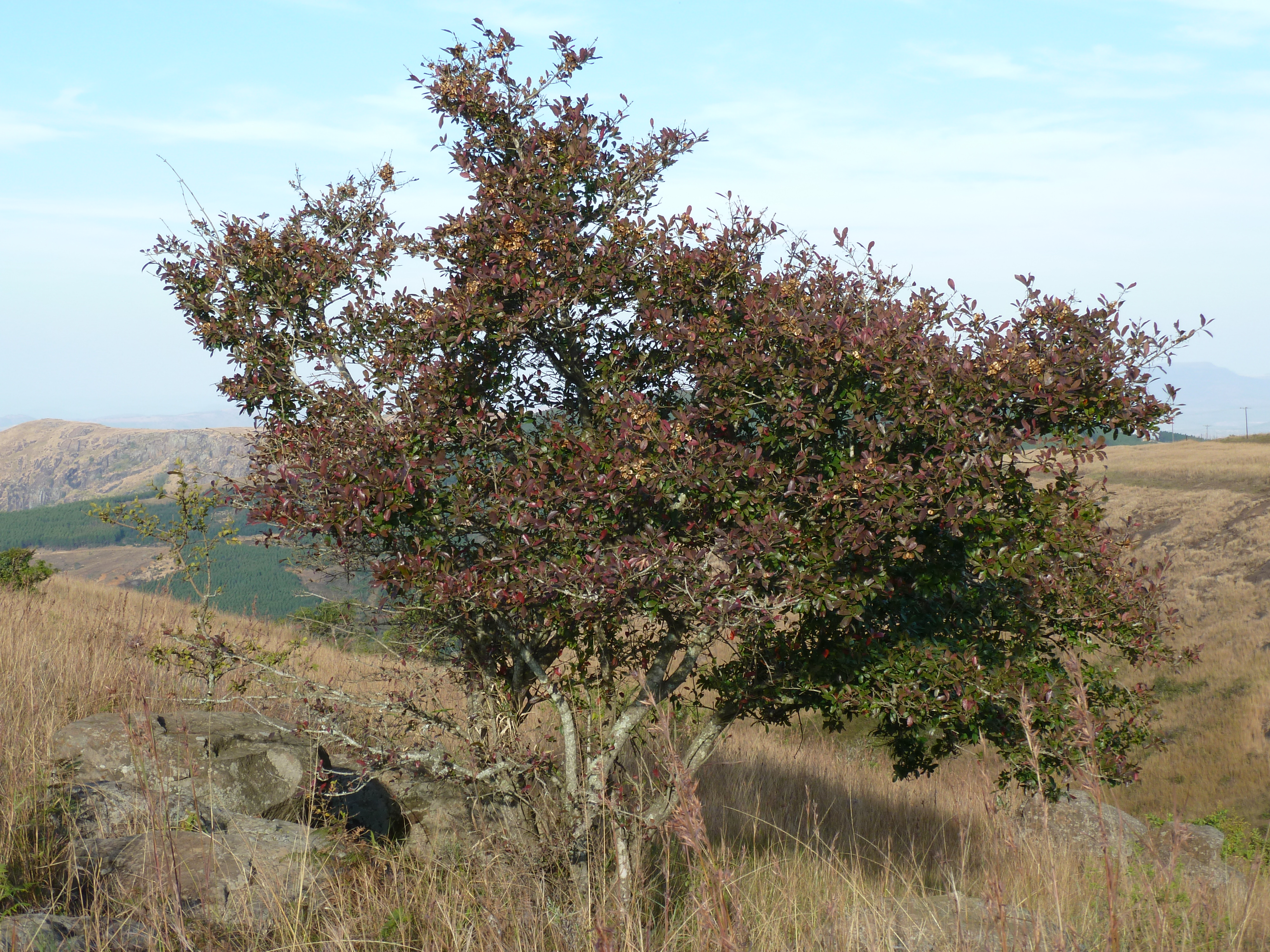
Combretum kraussii.

- Combretum klotzschii Welw. ex M.A.Lawson
- Combretum kostermansii Exell
- Combretum kraussii Hochst.

## L
- Combretum lanceolatum Pohl
- Combretum lanuginosum G.Don
- Combretum latialatum Engl.
- Combretum latifolium Blume
- Combretum laxum Jacq.
- Combretum lecardii Engl. & Diels
- Combretum leprosum Mart.

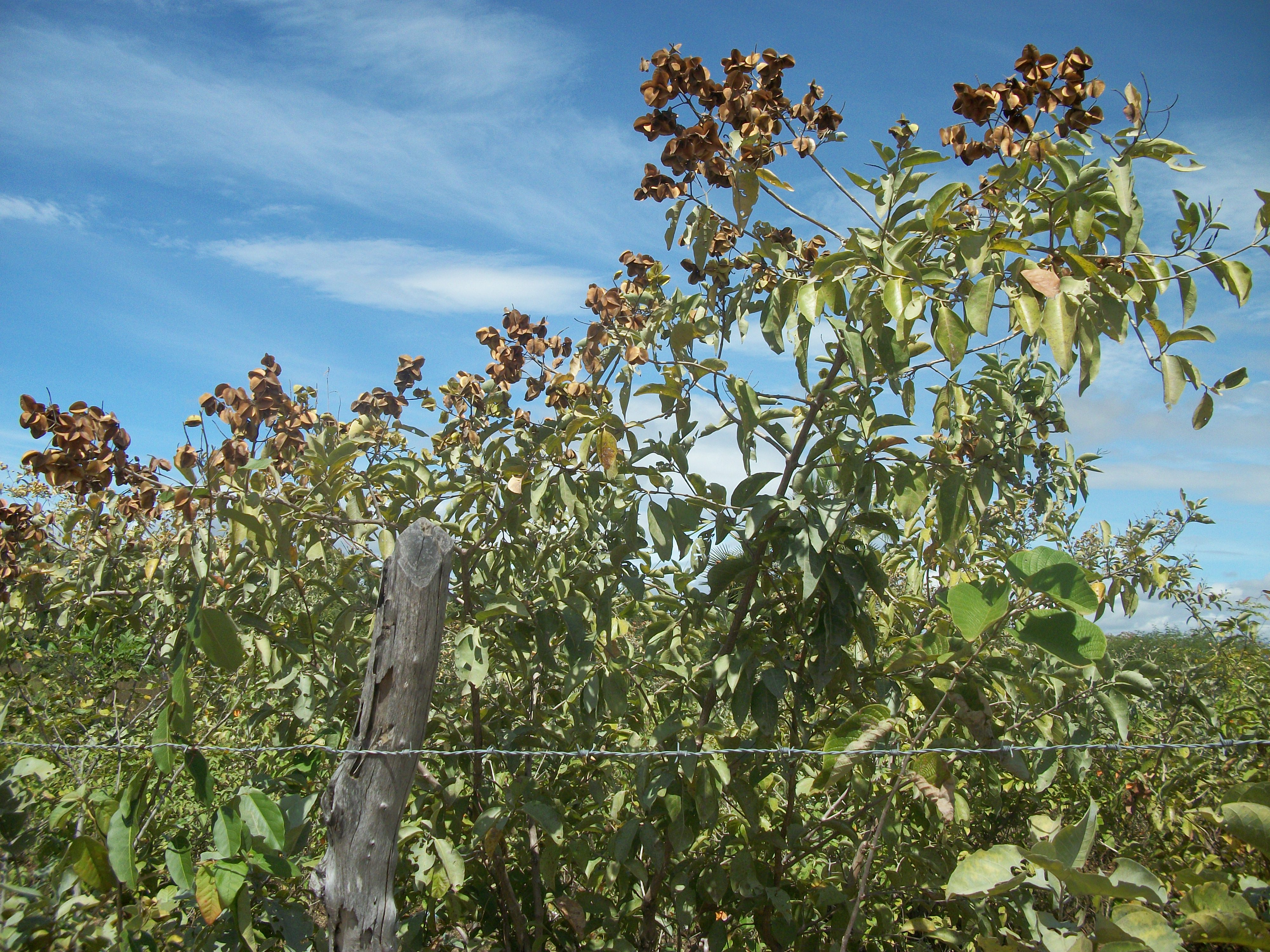
Combretum leprosum.

- Combretum lindense Exell & Mildbr.
- Combretum lisowskii Jongkind
- Combretum littoreum (Engl.) Engl.
- Combretum llewelynii J.F.Macbr.
- Combretum lokele Liben
- Combretum longicollum Jongkind
- Combretum longipilosum Engl. & Diels
- Combretum longispicatum (Engl.) Engl. & Diels
- Combretum longistipitatum Jongkind
- Combretum louisii Liben
- Combretum lukafuensis De Wild.
- Combretum luxenii Exell

## M

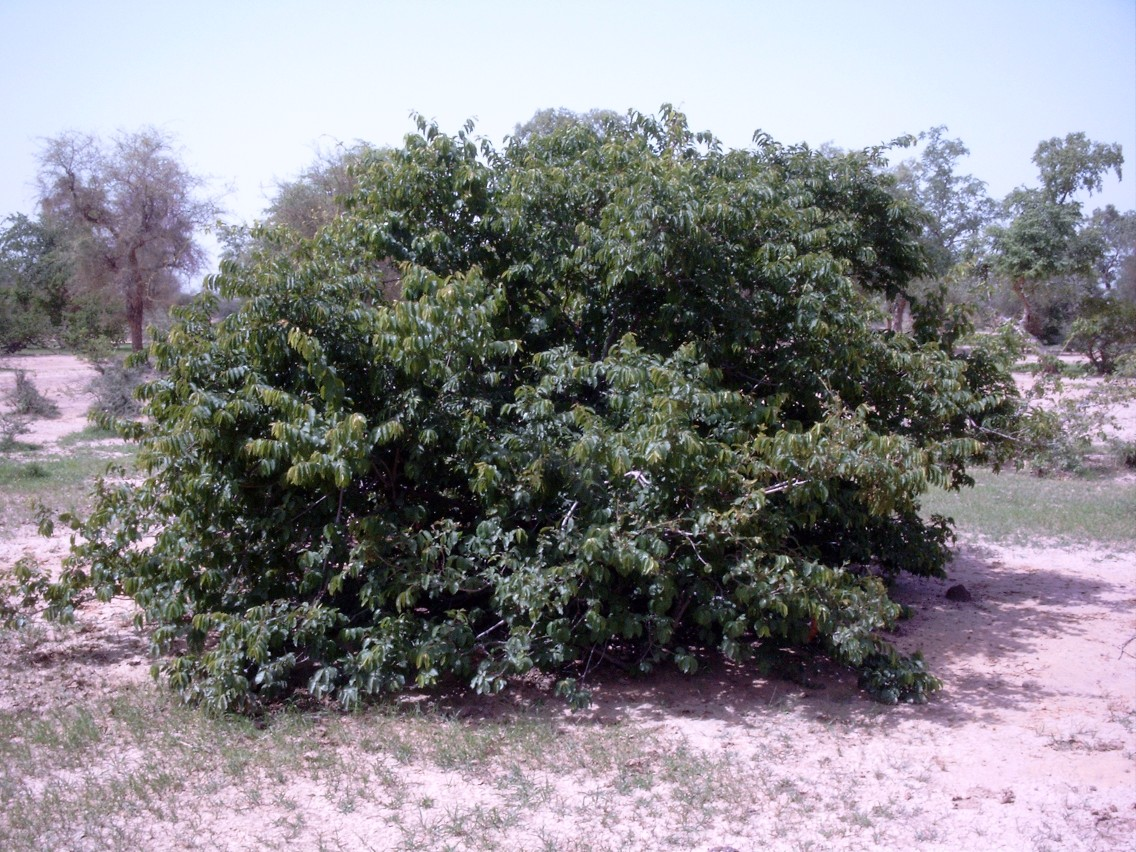
Combretum micranthum.

- Combretum macrocalyx (Tul.) Jongkind
- Combretum malabaricum (Bedd.) Sujana, Ratheesh & Anil Kumar
- Combretum mannii G.Lawson ex Engl. & Diels
- Combretum marginatum Engl. & Diels
- Combretum marquesii Engl. & Diels
- Combretum mellifluum Eichler
- Combretum meridionalis (H.Perrier) Jongkind
- Combretum micranthum G.Don
- Combretum microphyllum Klotzsch
- Combretum mkuzense J.D.Carr & Retief
- Combretum moggii Exell
- Combretum molle R.Br. ex G.Don
- Combretum monetaria Mart.
- Combretum mooreanum Exell
- Combretum mortehanii De Wild. & Exell
- Combretum mossambicense (Klotzsch) Engl.
- Combretum mucronatum Schumach. & Thonn.
- Combretum multinervium Exell
- Combretum mussaendiflorum Engl. & Diels
- Combretum mweroense Baker

## N
- Combretum nanum Buch.-Ham. ex D.Don
- Combretum ndjoleense Jongkind
- Combretum nigrescens King
- Combretum nigricans Lepr. ex Guill. & Perr.
- Combretum nioroense Aubrév. ex Keay
- Combretum niphophilum Gilg & Ledermann ex Engl.
- Combretum nusbaumeri Jongkind & L.Gaut.

## O
- Combretum oatesii Rolfe
- Combretum obovatum F.Hoffm.
- Combretum obscurum Tul.

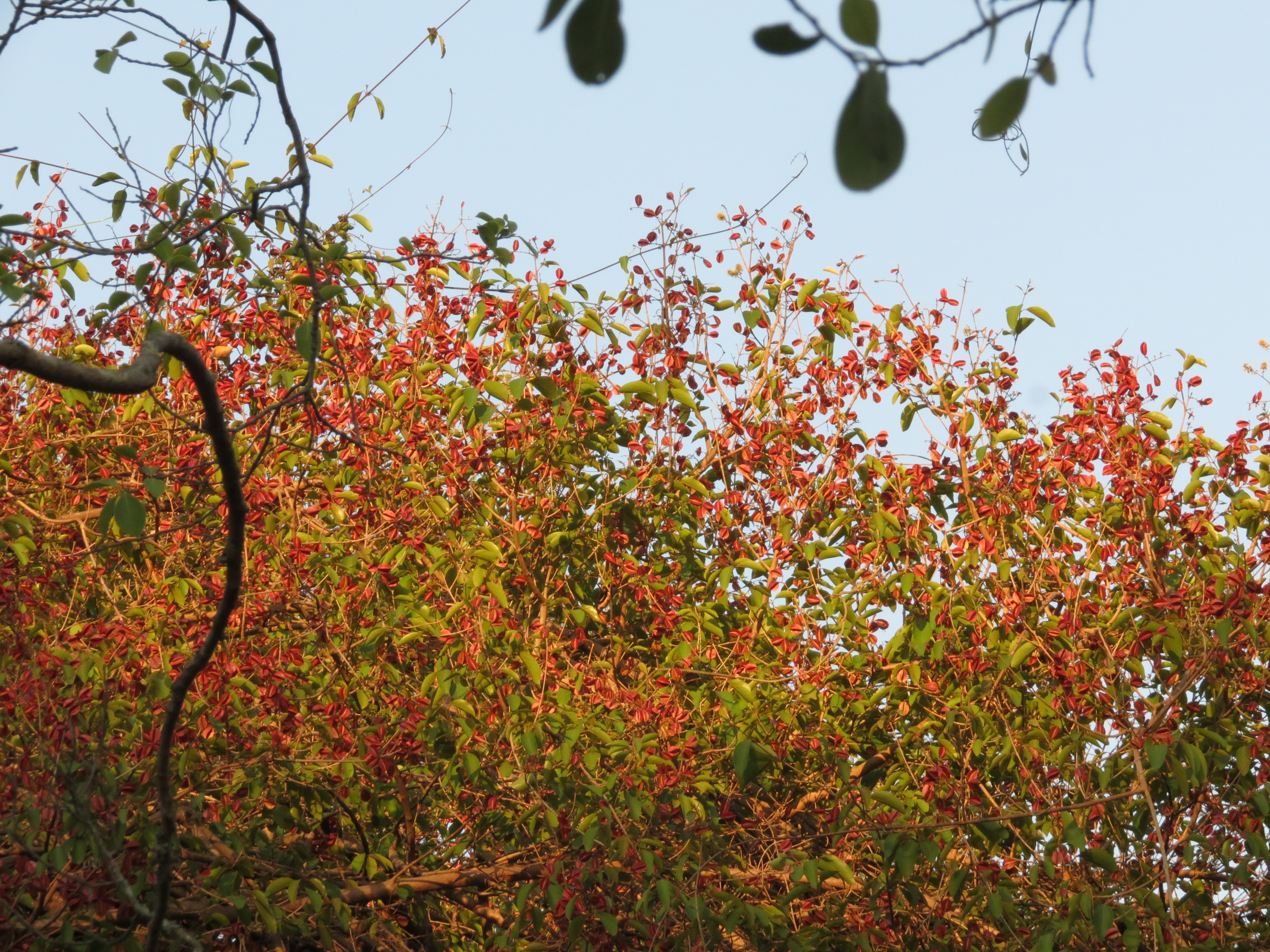
Combretum ovalifolium.

- Combretum octagonum (H.Perrier) Jongkind
- Combretum olivaceum Engl.
- Combretum oudenhovenii Jongkind
- Combretum ovalifolium Roxb. ex G.Don
- Combretum oxygonium (Tul.) Jongkind
- Combretum oxystachyum Welw. ex M.A.Lawson
- Combretum oyemense Exell

## P
- Combretum padoides Engl. & Diels
- Combretum paniculatum Vent.

Combretum paniculatum.

- Combretum paradoxum Welw. ex M.A.Lawson
- Combretum paraguariense (Eichler) Stace
- Combretum patelliforme Engl. & Diels
- Combretum paucinervium Engl. & Diels
- Combretum pavonii G.Don
- Combretum pecoense Exell
- Combretum pellegrinianum Exell
- Combretum pentagonum M.A.Lawson
- Combretum perakense M.G.Gangop. & Chakrab.
- Combretum petrophilum Retief
- Combretum phaeocarpum Mart.
- Combretum pilosum Roxb. ex G.Don
- Combretum pisoniiflorum (Klotzsch) Engl.
- Combretum pisonioides Taub.
- Combretum platypterum (Welw.) Hutch. & Dalziel
- Combretum polyanthum Jongkind
- Combretum polystictum Hiern
- Combretum procursum Craib
- Combretum psidioides Welw.
- Combretum punctatum Blume
- Combretum purpureiflorum Engl.
- Combretum pyramidatum Desv.
- Combretum pyrifolium Kurz

## Q

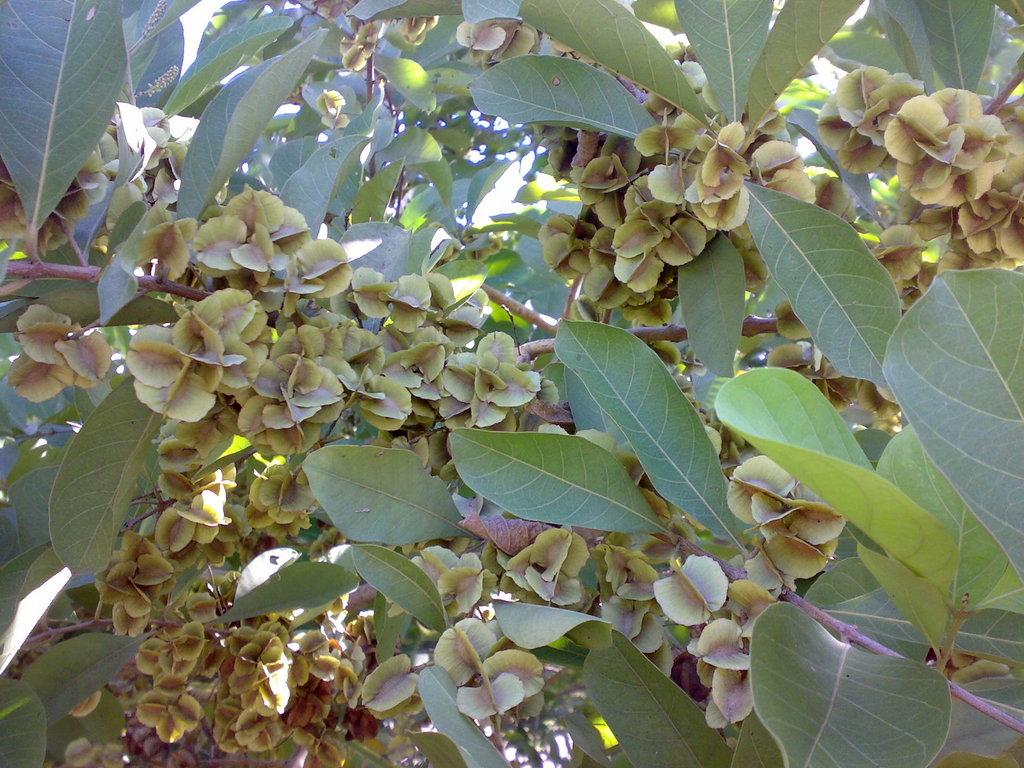
Combretum quadrangulare.

- Combretum quadrangulare Kurz
- Combretum quadratum Craib

## R
- Combretum rabiense Jongkind
- Combretum racemosum P.Beauv.
- Combretum razianum K.G.Bhat

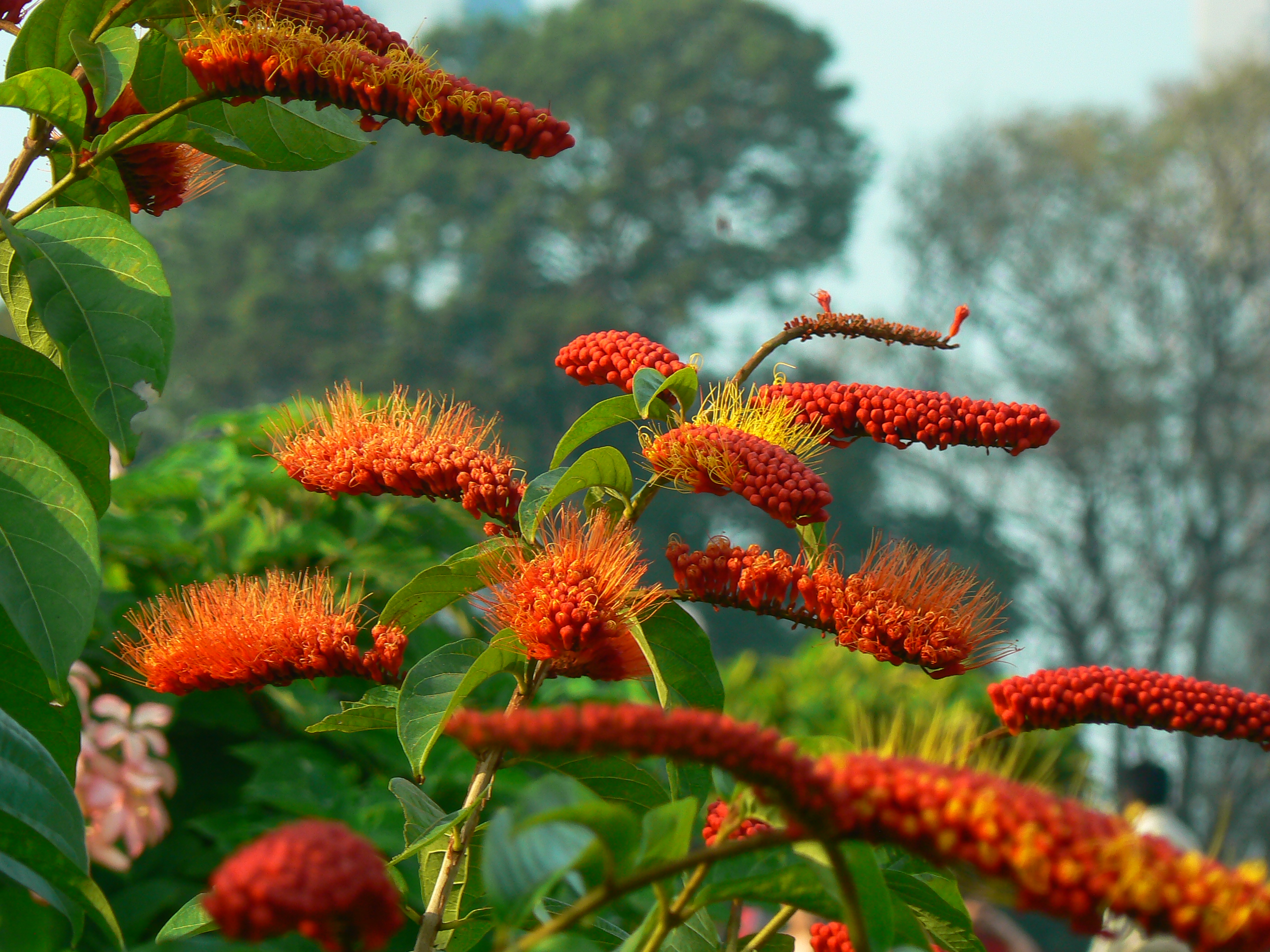
Combretum rotundifolium.

- Combretum recurvatum Sujana, Ratheesh & Anil Kumar
- Combretum relictum Hutch. & Dalziel
- Combretum rhodanthum Engl. & Diels
- Combretum riggenbachianum Gilg & Ledermann ex Engl.
- Combretum robustum Jongkind
- Combretum robynsii Exell
- Combretum rochetianum A.Rich. ex A.Juss.
- Combretum rohrii Exell
- Combretum rotundifolium Rich.
- Combretum rovirosae Exell
- Combretum roxburghii Spreng.
- Combretum rupestre Jongkind & Texier
- Combretum rupicola Ridl.

## S
- Combretum sanjappae Chakrab. & Lakra
- Combretum scandens Liben
- Combretum schumannii Engl.
- Combretum sericeum G.Don
- Combretum shivannae Gholave, Kambale, Lekhak & S.R.Yadav
- Combretum sordidum Exell
- Combretum sphaeroides (Tul.) Jongkind
- Combretum spinosum Bonpl.
- Combretum stenopterum Exell
- Combretum stocksii Sprague
- Combretum struempellianum Gilg & Ledermann ex Engl.
- Combretum stylesii O.Maurin, Jordaan & A.E.van Wyk
- Combretum subglabratum De Wild.
- Combretum subumbellatum (Baker) Jongkind
- Combretum sundaicum Miq.
- Combretum sylvicola O.Maurin

## T
- Combretum tarquense Clark
- Combretum tenuipetiolatum Wickens
- Combretum tessmannii Gilg ex Engl.
- Combretum tetragonocarpum Kurz
- Combretum tetralophoides Slooten
- Combretum tetralophum C.B.Clarke
- Combretum teuschii O.Hoffm.
- Combretum tibatiense Gilg & Ledermann ex Engl.
- Combretum tomentosum G.Don
- Combretum towaense Engl. & Diels
- Combretum trichophyllum Baker
- Combretum trifoliatum Vent.

## U
- Combretum ulei Exell
- Combretum umbricola Engl.

## V
- Combretum vendae A.E.Van Wyk
- Combretum vernicosum Rusby
- Combretum villosum (Tul.) Jongkind
- Combretum violaceum (Tul.) Jongkind
- Combretum virgatum Welw. ex M.A.Lawson
- Combretum viscosum Exell

## W

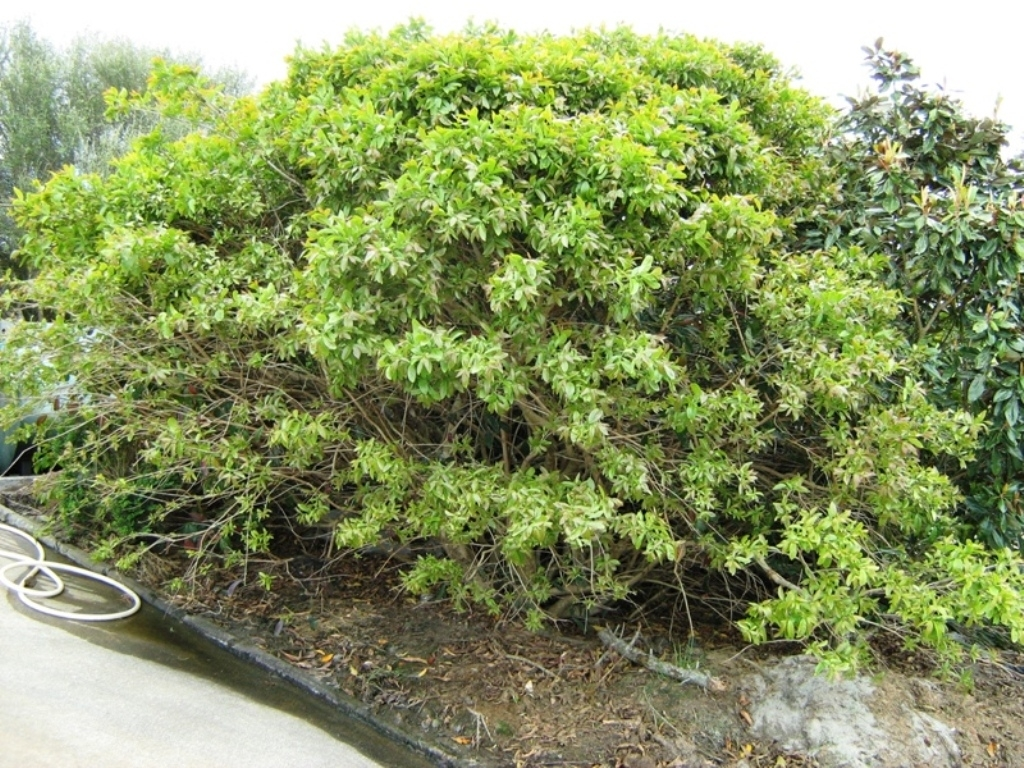
Combretum woodii.

- Combretum wallichii DC.
- Combretum wattii Exell
- Combretum wilksii Jongkind
- Combretum winitii Craib

## X
- Combretum xanthothyrsum Engl. & Diels

## Y
- Combretum youngii Exell

## Z
- Combretum zenkeri Engl. & Diels
- Combretum zeyheri Sond.